# Prix Médicis essai
Le prix Médicis essai est un prix littéraire remis chaque année par le jury du prix Médicis. Il a été créé en 1985 pour récompenser un essai francophone ou traduit en français paru dans l'année en cours.

## Liste des lauréats du prix Médicis essai
| Année |         | Auteur                           | Ouvrage                                | Éditeur (xe fois)  | Notes                               |
| ----- | ------- | -------------------------------- | -------------------------------------- | ------------------ | ----------------------------------- |
| 1985  |         | Michel Serres                    | Les Cinq Sens                          | Grasset            |                                     |
| 1986  |         | Julian Barnes                    | Le Perroquet de Flaubert               | Stock              | Auteur britannique                  |
| 1987  |         | Georges Borgeaud                 | Le Soleil sur Aubiac                   | 24 heures          | Auteur suisse                       |
| 1988  |         | non décerné                      |                                        |                    |                                     |
| 1989  |         | Václav Jamek                     | Traité des courtes merveilles          | Grasset (2)        | Auteur tchèque                      |
| 1990  |         | René Girard                      | Shakespeare, les feux de l'envie       | Grasset (3)        |                                     |
| 1991  |         | Alain Etchegoyen                 | La Valse des éthiques                  | Bourin             |                                     |
| 1992  |         | Luc Ferry                        | Le Nouvel Ordre écologique             | Grasset (4)        |                                     |
| 1993  |         | Michel Onfray                    | La Sculpture de soi                    | Grasset (5)        |                                     |
| 1994  |         | Jérôme Garcin                    | Pour Jean Prévost                      | Gallimard          |                                     |
| 1995  |         | Pascal Bruckner                  | La Tentation de l'innocence            | Grasset (6)        |                                     |
| 1996  |         | Viviane Forrester                | L'Horreur économique                   | Fayard             |                                     |
| 1997  |         | Michel Winock                    | Siècle des intellectuels               | Seuil              |                                     |
| 1998  |         | Alberto Manguel                  | Une histoire de la lecture             | Actes Sud          | Auteur canadien d'origine argentine |
| 1999  |         | Christine Jordis                 | Gens de la Tamise et d'autres rivages  | Seuil (2)          |                                     |
| 2000  |         | Armelle Lebras-Chopard           | Le Zoo des philosophes                 | Plon               |                                     |
| 2001  |         | Edwy Plenel                      | Secrets de jeunesse                    | Stock (2)          |                                     |
| 2002  |         | Daniel Desmarquest               | Kafka et les Jeunes Filles             | Pygmalion          |                                     |
| 2003  |         | Michel Schneider                 | Morts imaginaires                      | Grasset (7)        |                                     |
| 2004  |         | Diane de Margerie                | Aurore et George                       | Albin Michel       |                                     |
| 2005  |         | Marie Desplechin et Lydie Violet | La Vie sauve                           | Seuil (3)          |                                     |
| 2006  |         | Jean-Bertrand Pontalis           | Frère du précédent                     | Gallimard (2)      |                                     |
| 2007  |         | Joan Didion                      | L'Année de la pensée magique           | Grasset (8)        | Auteur américain                    |
| 2008  |         | Cécile Guilbert                  | Warhol Spirit                          | Grasset (9)        |                                     |
| 2009  |         | Alain Ferry                      | Mémoire d'un fou d'Emma                | Seuil (4)          |                                     |
| 2010  |         | Michel Pastoureau                | La Couleur de nos souvenirs            | Seuil (5)          |                                     |
| 2011  |         | Sylvain Tesson                   | Dans les forêts de Sibérie             | Gallimard (3)      |                                     |
| 2012  |         | David Van Reybrouck              | Congo. Une histoire                    | Actes Sud (2)      | Auteur belge néerlandophone         |
| 2013  |         | Svetlana Alexievitch             | La Fin de l'homme rouge                | Actes Sud (3)      | Auteure biélorusse russophone       |
| 2014  |         | Frédéric Pajak                   | Manifeste incertain (tome 3)           | Noir sur Blanc     |                                     |
| 2015  |         | Nicole Lapierre                  | Sauve qui peut la vie                  | Seuil (6)          |                                     |
| 2016  |         | Jacques Henric                   | Boxe                                   | Seuil (7)          |                                     |
| 2017  |         | Shulem Deen (en)                 | Celui qui va vers elle ne revient pas  | Globe              | Auteur américain                    |
| 2018  |         | Stefano Massini                  | Les Frères Lehman                      | Globe (2)          | Auteur italien                      |
| 2019  | nothumb | Bulle Ogier et Anne Diatkine     | J'ai oublié                            | Seuil (8)          |                                     |
| 2020  | nothumb | Karl Ove Knausgård               | Fin de combat                          | Denoël             | Auteur norvégien                    |
| 2021  |         | Jakuta Alikavazovic              | Comme un ciel en nous                  | Stock (3)          |                                     |
| 2022  |         | Georges Didi-Huberman            | Le Témoin jusqu'au bout                | Éditions de Minuit |                                     |
| 2023  |         | Laure Murat                      | Proust, roman familial                 | Robert Laffont     |                                     |
| 2024  |         | Reiner Stach                     | Kafka (tome 3). Les années de jeunesse | Le Cherche midi    | Auteur allemand                     |